# Francesco Bolzoni
Francesco Bolzoni (Lodi, 9 mei 1989) is een Italiaans voetballer die bij voorkeur als centrale middenvelder speelt. Hij verruilde in augustus 2013 AC Siena voor US Palermo.

## Clubcarrière
Bolzoni komt uit de jeugdacademie van Internazionale. Op 1 februari 2007 debuteerde hij in het shirt van Inter tegen UC Sampdoria in de Coppa Italia. Op 2 oktober 2007 mocht hij invallen in de Champions League tegen PSV. Hij kwam na 70 minuten Santiago Solari aflossen. Inter won de wedstrijd met 2-0 na een dubbelslag van Zlatan Ibrahimović in de eerste helft. In de tweede wedstrijd tegen PSV, op 12 december, mocht hij in de basiself starten. In 2008 verlengde Inter zijn contract tot medio 2012. Op 24 mei 2009 debuteerde hij in de Serie A als invaller voor Christian Chivu tegen Cagliari Calcio. In juli 2009 werd hij in een deal met Genoa CFC betrokken. Thiago Motta werd door Genoa verkocht aan Inter, terwijl Leonardo Bonucci en Bolzoni de omgekeerde weg bewandelden. Tijdens het seizoen 2009/10 werd hij uitgeleend aan Frosinone Calcio. Het daaropvolgende seizoen werd hij uitgeleend aan AC Siena, dat hem nadien definitief overnam. Na drie seizoenen verliet hij Siena voor US Palermo. Tijdens zijn debuutseizoen bij Palermo werd de club meteen kampioen in de Serie B, waardoor het in het seizoen 2014/15 mocht deelnemen aan de Serie A.

## Interlandcarrière
Bolzoni kwam uit voor diverse Italiaanse nationale jeugdelftallen. In 2007 debuteerde hij voor Italië –21, waarvoor hij in totaal 14 wedstrijden speelde.

## Erelijst
| Kampioen Serie B | 1x | 2013/14 |

1 Pelagotti ·
2 Doda ·
3 Corrado ·
4 Accardi ·
5 Palazzi ·
6 Crivello ·
7 Floriano ·
8 Martin ·
9 Saraniti ·
10 Silipo ·
11 Santana  ·
12 Fallani ·
13 Lancini ·
14 Valente ·
15 Marconi ·
16 Peretti ·
17 Lucca ·
18 Florio ·
19 Odjer ·
20 Kanouté ·
21 Broh ·
22 Matranga ·
23 Rauti ·
24 Somma ·
25 Cangemi ·
26 Marong ·
27 Luperini ·
29 Almici ·
Coach: Boscaglia